# Chiesa di Sant'Antonio da Padova (Quartu Sant'Elena)
La chiesa di Sant'Antonio da Padova è una delle chiese parrocchiali di Quartu Sant'Elena.
È ubicata nella via Sant'Antonio ed è retta dai frati minori francescani, dei quali sul lato sinistro della chiesa sorge il convento.

## Storia

Fotografia della navata della chiesa e del presbiterio risalente agli anni cinquanta.

Nel sito in cui sorge oggi la chiesa sorgeva un tempo un edificio religioso dedicato a san Gregorio Magno.
Il convento fu fondato nel 1897 dal padre Ferdinando Diotallevi. La costruzione della chiesa ebbe inizio nel 1898 e fu promossa dai frati francescani, che nella seconda metà dell'Ottocento, in applicazione delle leggi Siccardi, furono espropriati dei propri averi, tra cui il convento al fianco della chiesa di San Francesco (oggi, come in origine, dedicata a sant'Agata). I lavori procedettero con grandi difficoltà economiche e vennero spesso interrotti. La chiesa venne ultimata nel 1904 con la costruzione del campanile e il 27 dicembre dello stesso anno consacrata da monsignor Balestra e dedicata a sant'Antonio di Padova.
Il 19 dicembre 1954 la chiesa fu elevata al rango di parrocchia, la terza della città.
La chiesa subì un importante intervento di restauro tra gli anni sessanta e settanta per riadattare l'edificio, e in particolare il presbiterio, alla riforma liturgica successiva al Concilio Vaticano II.

## Descrizione
Nella chiesa convivono gli stili neoclassico e neogotico.

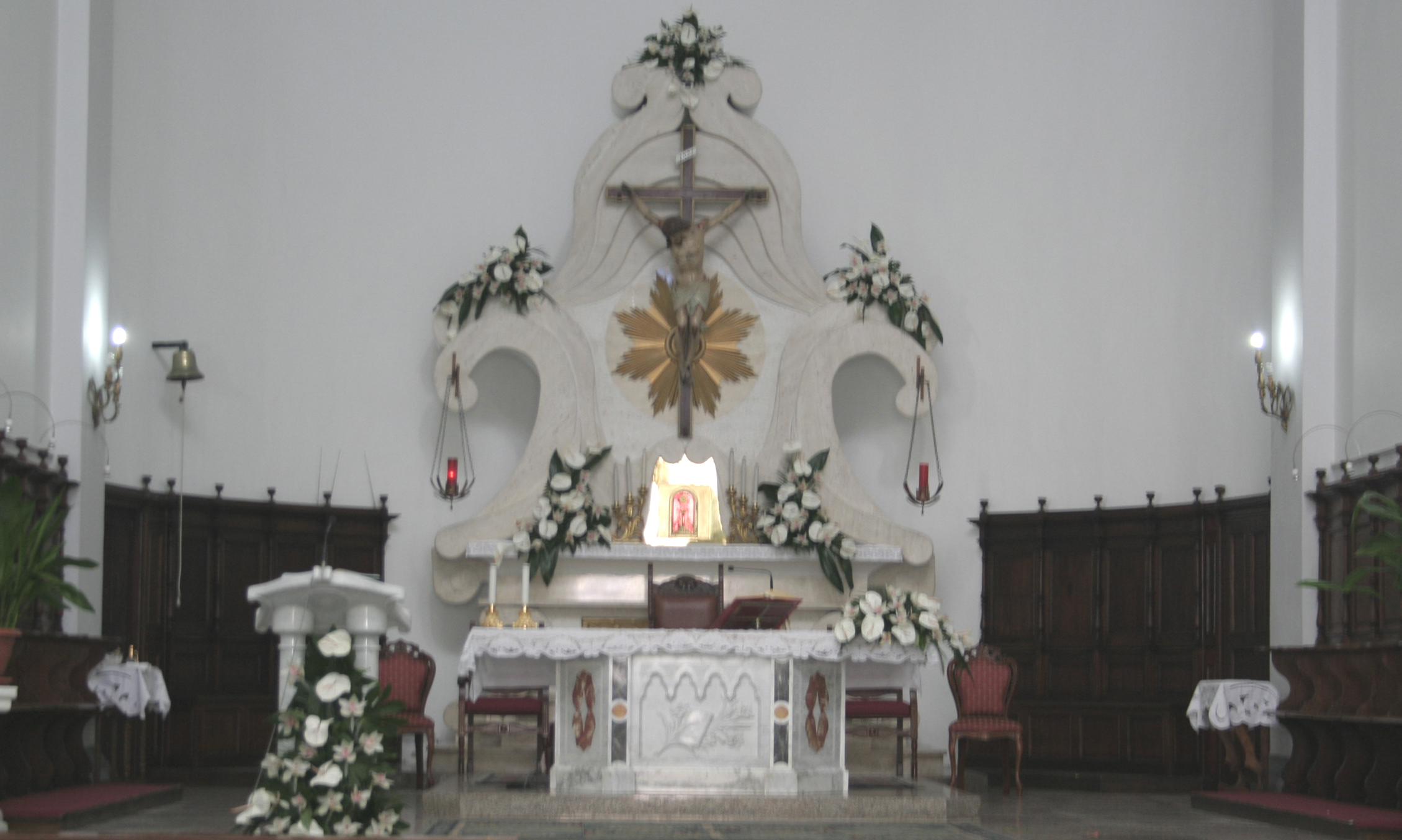
Il presbiterio.

La facciata è alta e stretta si conclude in un timpano triangolare; al centro della facciata si apre il portale, delimitato da una cornice modanata e sovrastato da una lunetta in cui è raffigurato Sant'Antonio col Bambin Gesù. Al di sopra del portale è presente una bifora ad arco a sesto acuto, nella cui vetrata è rappresentata la scena dell'Annunciazione, compresa tra due nicchie anch'esse ad arco a sesto acuto: la nicchia di sinistra contiene una statua di San Francesco, la destra una statua di Santa Chiara. Il campanile, rivestito da una copertura piramidale, è a pianta quadrata; nella cella campanaria si aprono quattro ampie finestre ogivali.
La chiesa presenta una pianta a croce greca. L'incrocio dei bracci è sovrastato da una cupola ottagonale, raccordata da pennacchi trigonali ai quattro pilastri che delimitano il quadilatero centrale; su di esso si affacciano due grandi cappelle, che costituiscono il transetto: la cappella di San Francesco (a sinistra) e la cappella del Sacro Cuore di Gesù (a destra). Tra i bracci della croce si aprono invece altri quattro piccoli ambienti, che ospitano altrettante cappelle, collegati con l'unica navata tramite archi a tutto sesto e alle cappelle del transetto tramite archi a sesto acuto; degna di nota è la cappella della Vergine di Lourdes, in cui è presente una ricostruzione della Grotta di Massabielle. La copertura dell'edificio è a botte.
Il presbiterio è a forma quadrangolare e si conclude in un'abside semicircolare; frontalmente al presbiterio, al di sopra dell'ingresso, si colloca una tribuna che si adagia su un arco ribassato.